# Rafael Usín Guisado
Rafael Usín Guisado (nacido el 22 de mayo de 1987, Comunidad de Madrid) conocido comúnmente como Rafa Usín, es un jugador español de fútbol sala, internacional centenario con la selección española , que ha jugado de ala-pívot en Osasuna Magna. hasta terminar defendiendo los colores del Family Cash Alzira FS.

## Carrera deportiva
En 1994 comenzó su trayectoria dentro del fútbol sala en el colegio Corazonistas de Madrid, jugando en las categorías de benjamín, alevín, infantil y cadete, alcanzando 4 campeonatos de Liga y un campeonato de España infantil.
En 2002 se incorporó al equipo juvenil de Carnicer Autoexpert, y en la temporada siguiente marchó al juvenil de las categorías Inferiores de  Boomerang Interviú.
En 2004 dio el salto a la División de Plata, fichando por Tres Cantos donde permaneció dos temporadas, hasta que en 2006 fichó por Mifesa Timón. En este Club no llegó a completar la temporada ya que, previo acuerdo con la directiva, fichó por Xota Navarra de División de Honor donde permaneció hasta que el FC. Barcelona le incorporó a su plantilla. 
Llegó al Palau Blaugrana como fichaje estrella tras ocho temporadas en el Magna Navarra en la temporada 2014-2015 pero ante la falta de minutos por parte del entrenador Carmona, rescindió su contrato y volvió la temporada siguiente al Magna Navarra, siendo el jugador franquicia del equipo.
En julio de 2020, ante las dificultades económicas del club y no poder llegar a un acuerdo para renovar su contrato, anuncia su incorporación al Levante UD para las siguientes tres temporadas, finalizando una relación de 14 temporadas con Xota, en las que disputó cerca de 400 partidos y marcó 295 goles vistiendo su camiseta.

## Clubes
- Tres Cantos (2004-2006)
- Timon Mifesa (2006)
- Magna Navarra (2006-2014)
- FC Barcelona (2014-2015)
- Magna Navarra (2015) (cedido)
- Osasuna Magna (2015-2020)
- Levante UD FS (2020-2023)
- Family Cash Alzira FS (2023-2024)